# 逃げるは恥だが役に立つ
『逃げるは恥だが役に立つ』（にげるははじだがやくにたつ、ハンガリー語: Szégyen a futás, de hasznos.）は、海野つなみによる日本の漫画作品。

## 概要
『Kiss』（講談社）にて2012年22号より連載を開始 し、2017年2月号まで連載された。その後、人気にこたえる形で2019年3月号から連載を再開し、2020年4月号まで連載された。略称は「逃げ恥」（にげはじ）。
海野にとっては『回転銀河』以来の現代もので、主人公二人の「契約結婚」を軸に、様々な男女間の社会問題を織り交ぜたラブコメディとなっている。タイトルの『逃げるは恥だが役に立つ』は、ハンガリーのことわざ「Szégyen a futás, de hasznos.」 の和訳で「恥ずかしい逃げ方だったとしても生き抜くことが大切」の意味。各話の副題もことわざや故事成語である。
2015年、第39回講談社漫画賞・少女部門受賞。2021年5月時点で累計発行部数は450万部を突破している。
2016年にTBSテレビ系でテレビドラマ化された。また、2019年と2021年に朗読劇が上演された。

## あらすじ
大学院を出ながらも就職難で派遣社員になった森山みくりは、いわゆる派遣切りに遭い、無職の身となってしまう。求職中の娘を見かねた父は、家事代行サービスを利用していた元部下の津崎平匡が折りよく家事代行の会社を替えようとしていたところを頼み込んで、週1回の仕事を取り付けてくる。
気難しい性格で、あまり他人に構われることを好まない津崎だったが、みくりとは適度な距離感を保って良好な関係を築く。だが、定年を機に田舎へ引っ越すという願望を両親が叶えることになり、現状を維持したいみくりは津崎に「就職としての結婚」を持ちかけ、その提案にメリットを感じた津崎は了承し、2人は「雇用主と従業員」という関係の契約結婚という道を選ぶ。
結婚式も挙げず事実婚という体で周囲への挨拶を乗り切ったみくりと平匡だが、2人のよそよそしさをいぶかしむ平匡の同僚の風見涼太や沼田、みくりの伯母の土屋百合の目をごまかすため「ハグの日」を設けるなどして周囲に親近感を醸し出そうとするうちに2人の間に本当の恋愛感情が芽生える。

## 登場人物
森山みくり（もりやま みくり）〈25〉
本作の主人公。家事全般が得意で真面目で一生懸命な性格。就職活動で内定がもらえず就職浪人の道を選び大学院へ進学するが、再び全滅。派遣社員となるも、派遣切りに遭う。求職中の娘を見かねた父・栃男に紹介され、父の元部下・津崎の家事代行サービスを請け負う。
大学では心理学を学び、大学院で臨床心理士の資格を取得した。妄想癖が少々あり、自分の現状を『徹子の部屋』や『情熱大陸』などテレビ風に妄想する。
父の定年をきっかけに津崎と「契約結婚」し、家事全般を請け負う「住み込みの家政婦」になる。
以前交際していた男性に「小賢しい」と批判されてからずっと自分をそう自覚しており、そのことが様々な面でのトラウマとなっている。
名前の由来は植物の「ミクリ」（実栗）から。兄の「ちがや」（茅）を含め、みくり側の親族の名前はすべて植物に由来している。
津崎平匡（つざき ひらまさ）〈36〉
みくりの父・森山栃男の元部下。京都大学卒のシステムエンジニア。
以前より家事代行業者に清掃などの家事を依頼していたが、最近の担当者の仕事ぶり（ゴミ箱を漁られたり、大ざっぱな掃除をされたりなど）に不満を覚えていた。業者を替えようと検討していたところ、みくりの父に求職中のみくりを半ば強引に紹介され、当初は渋々受け入れた。
高熱で苦しんでいた時に、みくりの細やかな気遣いと優しさに触れ、癒される。みくりの提案した“契約結婚”に賛同し、みくりの「雇用主」となる。
みくりと出会うまで女性経験の無い“高齢童貞” で、本人曰く「プロの独身」。
名前の由来は魚の「ヒラマサ」から。
風見涼太（かざみ りょうた）〈27〉
津崎の同僚。いわゆる「イケメン」だが、結婚にメリットを見出せない性格で、女性と交際をしても長続きしない。みくりに興味を持つ。
土屋百合（つちや ゆり）〈52〉
みくりの母方の伯母。独身。化粧品会社勤務。みくりからは「百合ちゃん」と呼ばれている。みくりとは仲が良い反面、その兄・ちがやの事は敬遠している。
美人なので若い頃はそれなりにモテたものの、選り好みをしているうちに結局男性経験の無いまま閉経を迎えた“高齢処女”。
沼田（ぬまた）
津崎の同僚。風見と共に新婚の津崎家を訪問した際、ゲリラ豪雨で電車が止まったため津崎家に一泊し、こっそり覗いた寝室がシングルベッドだったことから津崎とみくりの関係をいぶかしみ、津崎と風見とが相思相愛だと勘違いしている節がある。

## 制作背景
海野は過去の連載作品でネタのストックを一つずつ消化していたが、残っているネタが少なくなってきた。残っているネタは、ミツバチを擬人化した近未来SFファンタジーというものだった。それは、神様である人間が住む神殿に仕える蜜の一族の話で、内容が過激であったため、担当者と女性誌より青年誌向けだと話していた。普段の妄想で考えているネタを話している中で、契約結婚が話題に上がった。そして、なんとなく本作の制作に至った。
「触られるのが嫌な相手でなければ一緒に暮らせるのではないか」と思ったことがこのマンガの始まりで、「マンガやドラマでハードルを上げ過ぎて『本当に相手を好きなのか、愛しているのか？』とか考えてしまうと結婚はすごく難しいことのように感じました。愛していると相手の気持ちを考えて自分の言いたいことを言えなかったりしますが、お見合い結婚でうまくいった夫婦もたくさんいます。『そこそこ好き』くらいの方が、相手への期待もそんなにないからうまくいくのではと思ったんです」という。契約結婚をモチーフとするドラマや漫画は昔からあり、その多くは金持ちとの愛のない「玉の輿婚」から愛が生まれる、といった内容だったが、それらとはちょっと違う切り口でビジネス物のようなテイストを入れてみたところ、女性からは『こういう仕事だけの結婚をしたいけれど相手がいない』、男性からは『こんなの男に都合がよすぎないか、そんな女性が現実にいるのか』といった感想を多数受けたとのこと。
また、高齢童貞・高齢処女もテーマの一つだが、海野は、自らを『プロの独身』と言うほどまでに『独身をこじらせている』津崎については「面倒くさいやつだなあ、でも、こう思ってしまうのよね、しょうがない、しょうがない」と思いながら描いているという。また、みくりと『高齢処女』のおば百合の関係描写については、独身もしくは子供のいない叔母に可愛がられていたという知人たちの話を元にしているとのこと。
海野にとって現代ものは、2009年まで連載していた『回転銀河』以来だが、それは『Kiss』本誌ではなく、増刊での不定期連載であり、20代以上が読者層の『Kiss』で正統派な現代ものを連載するのは、『デイジー・ラック』以来、12年ぶりである。
海野は、単行本3巻のあとがきに「演劇でいうエチュード（即興劇）みたいな感じで描いているので、先のことはよくわかりません」と書いている。いつもは最後までプロットを練ってから連載を始めるため、そういった連載の仕方は作者にとって初の試みである。海野曰く、それは、ラストを考えないで連載を始めたら最初の4話で終わりになり、山場のエピソードを描くことが出来なかった『デイジー・ラック』のトラウマが原因である。
作中に「みくりの妄想」という体でテレビ番組等のパロディが多く登場するが、これは海野が元々ページ数が余ったときの穴埋めで描いていたのが始まりで、特に第1話で「契約結婚」に至るまでの経緯を盛り込もうとすると話がまとまらなくなることから、パロディを交えて判った気にさせてしまうことを狙ったものであるという。テレビドラマ化（後述）の際には深刻な場面でパロディを挿入することで視聴者が見やすくする効果も得られたという。
また、制作に当たっては、海野と親交があり、長らく独身を続けていた西靖（毎日放送アナウンサー）に対して、自身が漫画家であることを伏せて取材を行い、平匡による独身男性の「わびしさ」を描くのに参考としたといい、西が出演し海野もよく視聴していた『ちちんぷいぷい』（MBSテレビ）から参考にした構図があることを、同番組によるインタビューで明らかにしている。
連載再開にあたっては、当初よりテレビドラマ化を前提とした1年程度の連載として描かれている。海野が「ドラマ化ありきの続編」の執筆を悩んでいた（小説として描くことも検討していたという）ところ、テレビドラマの脚本担当である野木亜紀子と話をしていた際に野木から「読者は海野さんの漫画を待っている」といわれ、普通に続編として描くことにした。

## 書誌情報
- 海野つなみ 『逃げるは恥だが役に立つ』 講談社〈KC Kiss〉、全11巻[23]
  1. 2013年6月13日発売、ISBN 978-4-06-340911-6
  2. 2013年10月11日発売、ISBN 978-4-06-340920-8
  3. 2014年2月13日発売、ISBN 978-4-06-340924-6
  4. 2014年10月10日発売、ISBN 978-4-06-340936-9
  5. 2015年4月13日発売、ISBN 978-4-06-340954-3
  6. 2015年10月13日発売、ISBN 978-4-06-340968-0
  7. 2016年6月13日発売、ISBN 978-4-06-340984-0
  8. 2016年10月13日発売、ISBN 978-4-06-340998-7
  9. 2017年3月13日発売、ISBN 978-4-06-398013-4
    - 特装版 同日発売、ISBN 978-4-06-362356-7

  10. 2019年8月9日発売、ISBN 978-4-06-516720-5
  11. 2020年4月13日発売、ISBN 978-4-06-519231-3
- 監修：海野つなみ&Kiss編集部 『逃げるは恥だが役に立つ 公式コミックガイド』 2019年8月9日発売、ISBN 978-4-06-517010-6

## テレビドラマ
2016年10月11日から12月20日までTBSテレビ系「火曜ドラマ」で放送された。
2021年1月2日にはスペシャルドラマ『逃げるは恥だが役に立つ ガンバレ人類！新春スペシャル!!』が放送された。

## 朗読劇

### 2019年版
東宝の朗読劇シリーズ《恋を読む》の第2弾として舞台化。2019年10月2日から6日までヒューリックホール東京で全10公演、2019年12月7日・8日に名古屋市芸術創造センターで計4公演が行われた。

#### スタッフ（2019年版の朗読劇）
- 脚本・演出 - 三浦直之

### 2021年版
2021年8月11日から18日にかけて日比谷シアタークリエにて全16公演が公演された。朗読劇シリーズ《恋を読む》の再演となる。

#### スタッフ（2021年版の朗読劇）
- 脚本・演出：三浦直之（ロロ）
- 音楽：深澤恵梨香
- 美術：中村友美
- 照明：阿部典夫
- 音響：池田野歩・高橋真衣
- 衣裳：神田百実
- 映像：松澤延拓
- ヘアメイク：M’s factory
- 舞台監督：鈴村志門（ザ・サムシングエルス）
- 演出助手：斎藤歩
- アシスタントプロデューサー：清水光砂
- プロデューサー：尾木晴佳
- 主催・製作：東宝

### キャスト （朗読劇）
| 年     | 日程            | 津崎平匡            | 森山みくり | 風見涼太              | 土屋百合         | 出典   |
| ------ | --------------- | ------------------- | ---------- | --------------------- | ---------------- | ------ |
| 2019年 | 10月2日         | 荒木宏文            | 妃海風     | 石川界人              | 友近             | [ 27 ] |
| 2019年 | 10月3日         | 細谷佳正            | 咲妃みゆ   | 木村達成              | 壮一帆           | [ 27 ] |
| 2019年 | 10月4日 10月5日 | 梶裕貴              | 生駒里奈   | 有澤樟太郎            | 濱田めぐみ       | [ 27 ] |
| 2019年 | 10月6日         | 吉沢悠              | 内田真礼   | 斉藤壮馬              | 朴璐美           | [ 27 ] |
| 2019年 | 12月7日         | 吉沢悠              | 生駒里奈   | 石川界人              | 友近             | [ 27 ] |
| 2019年 | 12月8日         | 細谷佳正            | 妃海風     | 矢田悠祐              | 春野寿美礼       | [ 27 ] |
| 2021年 | 8月11日         | 細谷佳正            | 仙名彩世   | 梅津瑞樹              | 壮一帆           | [ 13 ] |
| 2021年 | 8月11日         | 細谷佳正            | 仙名彩世   | 矢田悠祐              | 壮一帆           | [ 13 ] |
| 2021年 | 8月12日         | 太田基裕            | 桜井玲香   | 立花裕大 （昼公演）   | シルビア・グラブ | [ 13 ] |
| 2021年 | 8月12日         | 太田基裕            | 桜井玲香   | 有澤樟太郎 （夜公演） | シルビア・グラブ | [ 13 ] |
| 2021年 | 8月13日         | 戸塚祥太（A.B.C-Z） | 大原櫻子   | 梅原裕一郎            | シルビア・グラブ | [ 13 ] |
| 2021年 | 8月14日昼       | 戸塚祥太（A.B.C-Z） | 大原櫻子   | 水田航生              | シルビア・グラブ | [ 13 ] |
| 2021年 | 8月14日夜       | 戸塚祥太（A.B.C-Z） | 大原櫻子   | 水田航生              | 友近             | [ 13 ] |
| 2021年 | 8月15日         | 太田基裕            | 仙名彩世   | 有澤樟太郎 （昼公演） | 春野寿美礼       | [ 13 ] |
| 2021年 | 8月15日         | 太田基裕            | 仙名彩世   | 立花裕大 （夜公演）   | 春野寿美礼       | [ 13 ] |
| 2021年 | 8月16日         | 立石俊樹            | 花乃まりあ | 牧島輝                | 春野寿美礼       | [ 13 ] |
| 2021年 | 8月17日         | 荒木宏文            | 城妃美伶   | 有澤樟太郎            | 朴璐美           | [ 13 ] |
| 2021年 | 8月18日昼       | 荒木宏文            | 城妃美伶   | 矢田悠祐              | 朴璐美           | [ 13 ] |
| 2021年 | 8月18日夜       | 荒木宏文            | 内田真礼   | 矢田悠祐              | 朴璐美           | [ 13 ] |